# 艺术摇滚

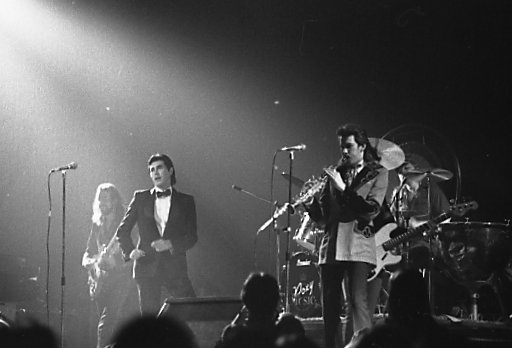
羅西音樂1974年在多伦多演出

艺术摇滚（英語：Art rock）是摇滚乐的一个子流派，于1960年代在艺术音乐（先锋派音乐和古典音乐）的影响下形成。根据《韦氏词典》，该名称于1968年第一次被使用。艺术摇滚意图“扩展摇滚乐（rock and roll）的局限”，并在音乐上选择更具实验性和概念性的观点。该流派受其他几种流派的影响，尤其是古典音乐，以及实验摇滚、迷幻音乐、先锋派音乐、民謠音樂、巴洛克流行和后期创作中的爵士乐。
因其受古典音乐影响和实验性的本质，艺术摇滚一词常被用作前卫摇滚的同义语；尽管如此，这两个流派还是有所区分。

## 脚注
1. 1 2 3  "Art Rock" （页面存档备份，存于）. Encyclopædia Britannica. Retrieved 15 December 2011.
2. 1 2  "Art-Rock" （页面存档备份，存于）. Merriam Webster. Retrieved 15 December 2011.
3. ↑  "Prog-Rock". Allmusic. Archived from the original on 9 December 2010. Retrieved 15 December 2011.